# Matka-Klasse
Projekt 206MR (russisch проект 206МР) ist eine Klasse von Flugkörperschnellbooten, die in der Sowjetunion unter dem Decknamen „Wichr“ (russisch Вихрь) während des Kalten Krieges entwickelt wurde. Die als Tragflügelboote konstruierten Boote wurden von der NATO als Matka-Klasse bezeichnet.
Es ist eine Weiterentwicklung der Projekt-206-Klasse, in die auch Erfahrungen beim Bau und Betrieb der Projekt-205-Klasse mit einflossen.
Im Gegensatz zu den anderen Tragflügelbooten der Sowjetunion besteht die Hauptbewaffnung nicht aus Torpedos, sondern aus Raketen. Nach russischer Klassifikation ist es ein „Raketen-Tragflügelboot“ (russisch Ракетный катер на подводных крыльях).
Die Klasse wurde in den 1970er-Jahren vom Konstruktionsbüro „Almas“ (russisch Центральное Морское Конструкторское Бюро (ЦМКБ) „Алмаз“) in Leningrad entwickelt. Zwischen 1977 und 1983 wurden elf Boote gebaut, bis der Bau zugunsten der Projekt-12411-Klasse aufgegeben wurde.

## Technik

### Rumpf und Antrieb
Wie bei der Projekt 206 wurden drei Dieselmotoren vom Typ M-504 mit je 3677 kW (5000 PS) verbaut. Die Höchstgeschwindigkeit beträgt 43 kn und die Reichweite liegt bei 600 sm mit 35 kn Fahrt oder 1500 sm bei 14 kn.

### Bewaffnung
Die Bewaffnung besteht aus:
- zwei Startern für Anti-Schiffs-Lenkwaffen P-15M Termit-R (SS-N-2C Styx)
- einem 76-mm-Geschütz AK-176 im Bug
- einem sechsläufigen AK-630M 30-mm-Flugabwehrgeschütz im Heck
- 16 Luftabwehrraketen Strela-3F (SA-N-8)
- Täuschkörperwerfern PK-16 (einige Einheiten)

### Elektronik
Es wurden unterschiedliche Radaranlagen verbaut, im Folgenden eine Auflistung der NATO-Bezeichnungen der Geräte:
- Luftraum/Oberflächenradar „Plank Shave“ im E-Band
- Navigationsradar SRN-207 im I-Band
- Feuerleitradar „Bass Tilt“ im G/H-Band
- IFF-Sender „High Pole B“ oder „Salt Pot B“

## Varianten

### Projekt 2066
Auf einem Boot dieser Klasse, R44 Korsar (ehemals 966) der russischen Marine montierte man im Jahr 2000 anstelle der beiden Startrohre für P-15M zwei Vierfachstarter für Flugkörper des Typs Ch-35 Uran (SS-N-25 Switchblade), entfernte sie nach dem Abschluss der Erprobungen im Jahr 2002 jedoch wieder.

## Derzeitiger Status
2004 befanden sich noch einige Schiffe dieser Klasse im Dienst:
- zwei Boote in der russischen Marine (R27 in der Kaspischen Flottille und R44 in der Schwarzmeerflotte)
- zwei Boote in der ukrainischen Marine (Priluki (U 153) und Kahowka (U 154))
- Das einzige Boot dieser Klasse in der georgischen Marine (302 Tbilisi) wurde während des Kaukasus-Konflikts 2008 im Hafen von Poti durch russische Bodentruppen versenkt.[2]

## Belege und Verweise